# NGC 6776
NGC 6776 (również PGC 63185) – galaktyka eliptyczna (E), znajdująca się w gwiazdozbiorze Pawia. Odkrył ją John Herschel 20 czerwca 1835 roku.